# Botanophila helviana
Botanophila helviana är en tvåvingeart som beskrevs av Verner Michelsen 1983. Botanophila helviana ingår i släktet Botanophila och familjen blomsterflugor.
Artens utbredningsområde är Danmark. Arten är reproducerande i Sverige. Inga underarter finns listade i Catalogue of Life.